# Earlville, Iowa
Earlville är en stad (city) i Delaware County i Iowa. Vid 2010 års folkräkning hade Earlville 812 invånare.